# 堀松駅
堀松駅（ほりまつえき）は、石川県羽咋郡志賀町堀松に存在した北陸鉄道能登線の駅である。1972年（昭和47年）に廃駅となった。

## 歴史
- 1939年（昭和14年）1月1日：能登鉄道の駅として新設開業[1]。
- 1943年（昭和18年）10月13日：合併により北陸鉄道の駅となる。
- 1972年（昭和47年）6月25日：能登線全線廃止により廃駅。

## 駅構造
単式ホーム1面1線の無人駅。

## 廃止後
線路跡のサイクリングロードは国道249号の改良によってこのあたりから堀松交差点の先まで一旦途切れている。

## 隣の駅
北陸鉄道
能登線
志賀町駅 - 堀松駅 - 大笹駅